# Symphysen-Fundus-Abstand
Der Symphysen-Fundus-Abstand (SFA) ist eine indirekte Methode zur klinischen Abschätzung der Größe eines Fetus. Der SFA zeigt im Verlauf der Schwangerschaft einen nahezu linearen Anstieg und korreliert proportional mit der Scheitel-Steiß-Länge.

## Methode
Der Symphysen-Fundus-Abstand wird mit einem Messband vom Schambein (Symphyse) bis zu obersten Punkt der Gebärmutter (Fundus uteri) gemessen. Die Methode ist für Mehrlingsschwangerschaften nicht geeignet. Als Daumenregel für Einlingsschwangerschaften kann folgende Formel verwendet werden:
Erwarteter SFA = (Anzahl Schwangerschaftswochen - 10 %) ± 3 cm
Beispiel: Bei 30 Schwangerschaftswochen wird ein Wert von (30-3) ± 3 cm erwartet, der Fetus sollte also zwischen 24 und 30 cm groß sein.